# Chicanná
Chicanná fu una città Maya costruita nel periodo classico. Il sito si trova a due chilometri a ovest di Becán nello stato messicano di Campeche. Chicanná fu abitata dal 300 al 1100. Chicanná è un sito in cui vi sono diversi stili architetturali. Le costruzioni variano in tre stili, Río Bec, Chenes, e Puuc. Non ci sono piramidi ma solo piccole costruzioni con decorazioni e ornamenti. Probabilmente fu una cittadella residenziale per le élite della regione.